# 傑斗
傑是的中文譯名。一詞是（小孩） + （成人）的合體，是指一個成年人童心未泯，仍然熱衷年輕人文化，亦指心理上長不大的成年人，心思意念仍像孩子。中文傳統上常把這類人稱為老頑童，不过人們對「老頑童」常有負面的刻板印象，且這類人的年齡在現代社會的眼光中也還稱不上「老」。此外，亦有頑童族和玩童等名稱。

## 出處
Kidult一詞並未有權威的定義，此字最早出現於1985年8月11日的《泰晤士報》的一篇廣告界文章。至於中文譯名，傑斗，則出自香港雜誌《JET．Fly with us》的2004年五月號（21期）。

## 成因
不少評論認為，傑斗是因為要彌補童年時並無金錢去買心頭好的遺憾，因此在成長後有經濟能力時便彌補當時的缺失。傑斗童年時因經濟原因而未能購買或儲齊全套玩具，因此在有經濟能力時對童年慾望作補償。有些人在童年時由於家庭環境而沒有足夠時間玩樂，他們長大後有經濟能力和空閒時間，就補償失去的童年生活。
亦有評論認為，傑斗不願長大，在心理上保持童心，這跟心理學上的彼得潘症候群（Peter Pan Syndrome）有關，因為童年時嬌生慣養，或是沒有受過多大挫折，物質生活普遍不缺，習慣享樂，因而成長後無法適應社會的工作壓力、人際關係等，所以拒絕長大，不願成為大人世界一分子，唯有終日埋首於玩物中來逃避。"但Kidult與Peter Pan Syndrome不同，Kidult是不願長大，潘彼得是不能長大，是真真正正永遠的孩子。"

## Kidult文化

### 香港
近年不少香港報章雜誌出現kidult這詞，這個名詞逐漸為香港人所認識，指的是越來越多新一代成年人（泛指30至40歲）愛好玩樂的一個社會現象。而香港公民教育委員會在2004年支持一份以年青人為創作骨幹的年輕人雜誌《Kidults》。
在香港，有些人認為傑斗是一群怪人，常被評為「長不大」，廿歲出頭仍然吊兒郎當，不務正業，認為成年人應以家庭、事業為重，不應沉迷兒童、青少年玩意。
另一方面，傑斗在媒體的報導下，傑斗的生活方式備受推崇，例如雜誌《JET．Fly with us》在2004年1月號及5月號，以傑斗為主題，把傑斗由純粹熱衷年輕人文化的成年人，擴展到指傑斗是一種保持童心生活態度，即是成年人仍有孩童的好奇心，以孩童心態處世。該雜誌並指出香港的一些名人，如歌手陳奕迅、組合軟硬天師、創作人歐陽應霽等是傑斗生活態度的代表人物。
然而，一般公眾及媒體普遍認為傑斗是指熱衷年輕人文化的成年人，具體表現是愛好動畫、漫畫、電玩、玩具，例如旺角有不少商店專門出售懷舊玩具，每逢週未，不少成年人會到這些商場「尋寶」。

## 傑斗文化的影響
有論者認為，傑斗文化反映新一代人追求個人自由享受的價值觀及孩童化社會價值。
現代社會新一代普遍遲婚，不像上一代般三十歲前便成家立室，沒有需要去承擔一個家的實際責任，可以較自由地依照個人意願生活，如果結了婚便較難實踐傑斗的生活態度，例如不能花費太多時間和金錢在玩樂上，要節制來養家和多陪伴家人；另一方面，即使結了婚，新一代也普遍不選擇生小孩子，好讓夫妻倆口子可以有更多時間去享樂，繼續以傑斗心態去生活，因此不少已婚的傑斗也是頂客族。

## 傑斗文化與消費文化
亦有評論認為，傑斗文化與消費文化密不可分，傑斗一詞為商界創造，亦為既得利益者所挪用，藉以推崇享樂主義為時尚，再由媒體推波助瀾。市場上的一些年青人消費雜誌推崇傑斗的生活態度，但內容普遍是針對傑斗的消費內容，例如有關流行服飾、球鞋等的消費資訊。
傑斗在近年的興起，亦為商界拓闊了市場，商家看準傑斗心理及物質需要，推出以傑斗為目標的產品或針對傑斗的推銷商品手法。因為傑斗喜愛懷舊玩具，因此的懷舊玩具店成行成市，專門發售六、七十年代的超合金玩具、機械人、舊模型。另一方面，因應市場需求及成年人的購買力，不少舊動畫的周邊產品都有復刻版或是新製品，而且價格不菲，目標顧客是有購買力的傑斗，而非小孩子。另外，新一代遊戲主機如PS4、Xbox one的目標顧客也是傑斗，這些主機追求更高的視聽質素，定價亦是針對有消費力且愛玩樂享受的傑斗，新遊戲主機Xbox 360及PS3甫一發售亦被排隊搶購一空，由此可見，傑斗是捨得花費在玩樂上的。
在香港，亞洲遊戲展、香港動漫節的出現也是因應傑斗的出現，而針對有消費力的傑斗市場營銷策略。每年的動漫節及電玩展也吸引不少傑斗進場及消費在周邊產品上，如上千元一柄的漫畫刀劍、周邊精品。
女性傑斗方面，不少成年女性仍然熱愛Hello Kitty、迪士尼卡通人物等。Hello Kitty和迪士尼隨著支持者年齡漸長也成長到出現在家電用品、高級服飾用品、珠寶上，例如Hello Kitty手機、飯煲、手提包、上班服、足金及鑽石首飾等因而出現。此外，球狀關節娃娃如SD娃娃等亦受到女性傑斗歡迎。

## 與御宅族的異同
由於傑斗與御宅族同樣會喜愛動漫及電玩，思想上同樣具有童心，有些人就把這兩類人劃上等號。其實兩者是不同的概念，雖然有部份人兼具兩種身份，喜好亦有重疊，但實際上傑斗和御宅族是兩個互不從屬的獨立概念。
- 性格方面：傑斗表現出的個性和行為是像小孩般的開朗、活潑、陽光、不受拘束，愛嘗試新事物，有夢想、有童真。御宅族在性格上並不統一，雖然大部份御宅族都有一定的童心，並且有夢想，亦有一些性格活潑外向的御宅族，但部份御宅族性格沉靜、內向、嚴肅。
- 喜好方面：雖然動漫和電玩（ACG）是很多傑斗的喜好，但並非所有傑斗都對這些有興趣，尤其是女性傑斗，有些只喜愛娃娃、家家酒玩具或造型可愛的用品、擺設、飾物等。御宅族不但對ACG有狂熱，對自己所喜歡的作品更有專家程度的認識，他們把作品當作一門學問和藝術去認真研究，而非視為純娛樂。有些傑斗對ACG有興趣，但對作品的了解不一定到專家級的程度，雖然有些傑斗也會認真研究ACG，有些卻只是把ACG視為消閒娛樂的東西。
- 衣著方面：傑斗一般會注重衣著打扮，希望給人年輕活力的感覺，有些會緊貼潮流，打扮前衛，當中有部份是盲目追隨潮流。有些則以簡單的年輕人休閒打扮為主，如穿著T恤、牛仔褲、運動鞋等。女性傑斗則喜愛可愛造型的飾品，有些喜歡蘿莉風格打扮，一般以甜美蘿莉和古典蘿莉為主，較少打扮成較陰沉的哥德蘿莉。御宅族雖然也有注重衣著打扮的，但有些御宅族並不注意衣著打扮，注重打扮的亦少有盲目追潮流的情況，刻板印象中的御宅族更是不修邊幅。
- 行為方面：傑斗通常表現出對事物有強烈的好奇心、愛玩、幽默、擅長帶動氣氛，有些喜歡玩些作弄人的小把戲，因此給人玩世不恭的印象。御宅族則不一定，雖然大部份御宅族都有一定的幽默感，卻未必喜歡戲弄人，有些更不擅交際。

## 外部連結
- 拜托！不要將Kidult混同Otaku - 吳偉明知日部屋 （页面存档备份，存于）
- Kidult：成人孩童化現象 - 潘國靈 （页面存档备份，存于）
- Are you a kidult?傑斗網上測試 - 英國衛報 （页面存档备份，存于）
- 顽童族：重拾儿时的欢乐